# Luge aux Jeux olympiques de la jeunesse d'hiver de 2020
Navigation
2016 2024
Les cinq épreuves de luge aux Jeux olympiques de la jeunesse d'hiver de 2020 ont lieu du 17 au 20 janvier 2020 au Stade Olympia Bobrun de Saint-Moritz en Suisse.

## Résultats

### Hommes
| Épreuve | Or                                      | Or             | Argent                               | Argent         | Bronze                                 | Bronze         |
| ------- | --------------------------------------- | -------------- | ------------------------------------ | -------------- | -------------------------------------- | -------------- |
| Simple  | Gints Bērziņš                           | 1 min 48 s 045 | Pavel Repilov                        | 1 min 48 s 229 | Timon Grancagnolo                      | 1 min 48 s 836 |
| Double  | Allemagne Moritz Jäger Valentin Steudte | 1 min 49 s 649 | Lettonie Kaspars Rinks Ardis Liepiņš | 1 min 49 s 951 | Russie Mikhail Karnaukhov Iurii Chirva | 1 min 50 s 325 |

### Femmes
| Épreuve | Or                                             | Or             | Argent                              | Argent         | Bronze                                             | Bronze         |
| ------- | ---------------------------------------------- | -------------- | ----------------------------------- | -------------- | -------------------------------------------------- | -------------- |
| Simple  | Merle Fräbel                                   | 1 min 49 s 687 | Jessica Degenhardt                  | 1 min 49 s 895 | Diana Loginova                                     | 1 min 49 s 966 |
| Double  | Allemagne Jessica Degenhardt Vanessa Schneider | 1 min 51 s 443 | Canada Caitlin Nash Natalie Corless | 1 min 52 s 709 | Lettonie Viktorija Ziediņa Selīna Elizabete Zvilna | 1 min 53 s 043 |

### Mixte
| Épreuve | Or                                                                    | Or             | Argent                                                                   | Argent         | Bronze                                                               | Bronze         |
| ------- | --------------------------------------------------------------------- | -------------- | ------------------------------------------------------------------------ | -------------- | -------------------------------------------------------------------- | -------------- |
| Relais  | Russie Diana Loginova Pavel Repilov Mikhail Karnaukhov / Iurii Chirva | 2 min 54 s 072 | Allemagne Merle Fräbel Timon Grancagnolo Moritz Jäger / Valentin Steudte | 2 min 54 s 622 | Lettonie Justīne Maskale Gints Bērziņš Kaspars Rinks / Ardis Liepiņš | 2 min 54 s 954 |

## Tableau des médailles
| Rang  | Nation    | Or | Argent | Bronze | Total |
| ----- | --------- | -- | ------ | ------ | ----- |
| 1     | Allemagne | 3  | 2      | 1      | 6     |
| 2     | Lettonie  | 1  | 1      | 2      | 4     |
| 2     | Russie    | 1  | 1      | 2      | 4     |
| 4     | Canada    | 0  | 1      | 0      | 1     |
| Total | Total     | 5  | 5      | 5      | 15    |